# Giuseppe Sacripante

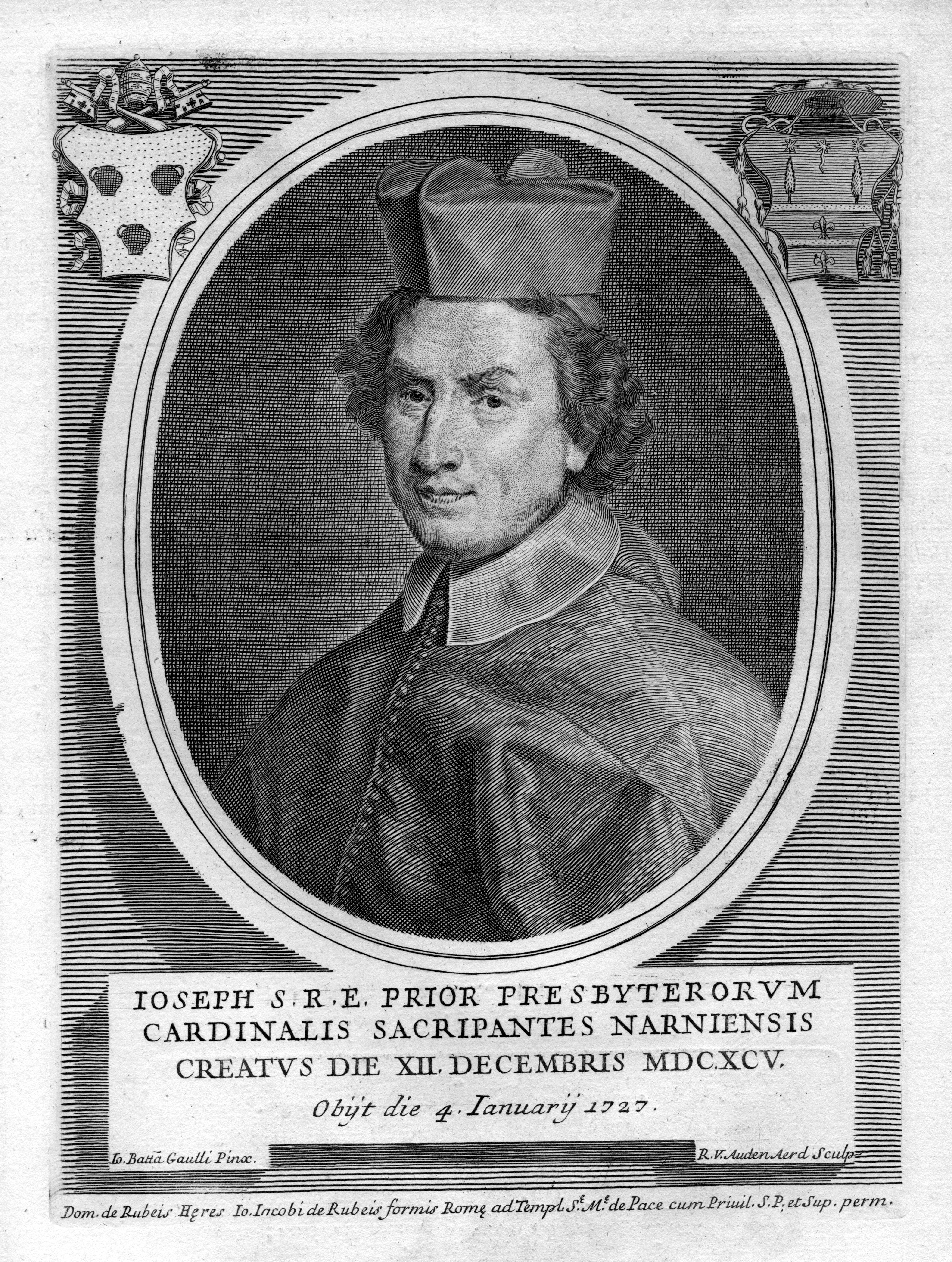
Giuseppe Kardinal Sacripante (zeitgenössischer Stich)

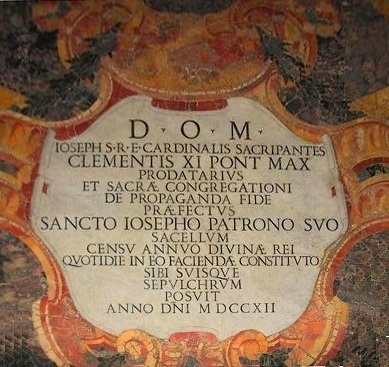
Widmungsinschrift in der Josefskapelle in Sant’Ignazio, Rom

Giuseppe Sacripante (* 16. März 1642 oder 1643 in Narni; † 4. Januar 1727 in Rom; auch als Sacripanti aufgeführt) war ein italienischer Geistlicher und Kardinal der Römischen Kirche.

## Herkunft und Leben
Giuseppe Sacripante wurde als ältestes von vier Kindern des Giacinto Sacripante und dessen Ehefrau Vittoria de Basilis geboren. Sein jüngerer Bruder Filippo Sacripante († April 1714) war der Vater des späteren Kardinals Carlo Maria Sacripante (1689–1758).
Er studierte in Rom zunächst Literatur und danach Jura. Zunächst arbeitete er bei der Römischen Rota, 1684 wurde er Konsistorialadvokat. Danach bekleidete er verschiedene Ämter in der Römischen Kurie. Das Datum seiner Priesterweihe ist nicht bekannt.
Im Konsistorium vom 12. Dezember 1695 wurde er von Papst Innozenz XII. zum Kardinal kreiert und erhielt als Kardinalpriester am 2. Januar 1696 die Titelkirche Santa Maria in Traspontina zugewiesen. Vom 2. Januar 1696 bis zum 4. Dezember 1700 war Giuseppe Sacripante Kardinalpräfekt der Kongregation für das Tridentinische Konzil. Er nahm am Konklave von 1700 teil, das Clemens XI. zum Papst wählte. Vom 9. Dezember 1704 bis zu seinem Tod war er Präfekt der Kongregation de Propaganda Fide und vom 26. Januar 1705 bis zum 25. Januar 1706 Kämmerer des Kardinalskollegiums. Am 3. März 1721 wurde Santa Prassede seine Titelkirche. Giuseppe Sacripante nahm am Konklave von 1721, das Innozenz XIII. zum Papst wählte, sowie am Konklave von 1724 teil, bei dem Benedikt XII. als neuer Pontifex gewählt wurde. Am 31. Juli 1726 erhielt er die Titelkirche San Lorenzo in Lucina zugewiesen und wurde Kardinalprotopresbyter.
Nach seinem Tod wurde Giuseppe Sacripante in der römischen Kirche Sant’Ignazio in der zweiten Seitenkapelle rechts – Cappella S. Giuseppe oder Cappella Sacripante – beigesetzt, die er zu diesem Zweck und zu Ehren seines Namenspatrons Josef 1712 gestiftet hatte.
In seiner Heimatstadt Narni förderte der Kardinal die Verehrung der seligen Lucia von Narni (Lucia Brocadelli, 1476–1544) und ließ die Katharinenkapelle des Doms San Giovenale ihr zu Ehren als Familiengrablege umgestalten und umwidmen. Hier wurde sein Neffe Kardinal Carlo Maria Sacripante beigesetzt.